# Amity (Missouri)
Pour les articles homonymes, voir Amity.
Amity est un village du comté de DeKalb, dans le Missouri, aux États-Unis,. Situé au centre du comté, il est fondé en 1870 et incorporé en 1907.

## Démographie
Lors du recensement de 2010, le village comptait une population de 54 habitants. En 2006, elle était estimée à 52 habitants.

## Source de la traduction
- (en) Cet article est partiellement ou en totalité issu de l’article de Wikipédia en anglais intitulé « Amity, Missouri » (voir la liste des auteurs).